# Albrecht Konrad Finck von Finckenstein
Le comte Albrecht Konrad Reinhold Finck von Finckenstein (né à Saberau, village au sud de Neidenburg en duché de Prusse le 30 octobre 1660 – mort à Berlin le 16 décembre 1735) est un maréchal et homme de cour prussien, familier du roi-sergent. Il fut le précepteur de Frédéric II.

## Biographie
Finck von Finckenstein, issu d'une noble famille de Carinthie (selon le diplôme de comte du Saint Empire qui lui fut accordé en 1710) était le fils d'un chambellan de la Maison de Prusse. Il s'illustra comme officier au service des Provinces-Unies lors de la Guerre de Hollande, puis de la France, mais démissionna en 1689 lorsque Louis XIV décréta la mise à sac du Palatinat. Réintégré dans l'armée prussienne avec le grade de commandant (major) en considération de ses « qualités de prudence et de modération, ainsi que de sa conduite exceptionnelle », il fut choisi comme Grand chambellan des princes héritiers (Frédéric-Guillaume et Frédéric II). En reconnaissance de son action à la tête du contingent prussien lors de la Bataille de Malplaquet (1710), il reçut les titres de Reichsgraf (comte du Saint Empire romain germanique) et comte « en » Prusse. Élevé seigneur de Finckenstein, il confia au baron Jean de Collas la conception de son château (travaux jusqu'en 1720). Successivement gouverneur militaire du port de Pillau puis général du regiment du Roi, sa carrière atteint son apogée avec l'attribution de la dignité suprême de maréchal en 1733. Il fut reçu chevalier de l'Ordre de l'Aigle Noir, chevalier de l'Hôpital, capitaine de Krossen.

## Famille
Finckenstein est marié depuis 1700 à Susanna Magdalena von Hoff (1676-1752), maître d'hôtel de la reine Sophie-Dorothée. Ses beaux-parents sont le maître d'hôtel de Hesse-Cassel Wilhelm von Hoff (aussi : Hoven) (1644-1689) et son épouse Johanna Dorothea Schwertzell von und zu Willingshausen (de). Le couple a cinq fils et quatre filles :
- Friedrich Wilhelm (né en 1702 et mort en 1741 près de Mollwitz), colonel prussien et adjudant général de Frédéric II.
- Maria Amalia (née le 22 mai 1704 et morte le 22 juin 1758) mariée avec Adam Otto von Viereck (1684-1758), ministre prussien
- Charlotte Albertine (née le 22 janvier 1706 et morte le 8 mars 1795) marié avec le baron Friedrich Wilhelm von Kannenberg (de) (né en 1693 et mort le 22 mai 1762)
- Friedrich Ludwig (né le 6 mai 1709 et mort le 16 mars 1785), lieutenant général prussien marié avec Albertine Marie Finck von Finckenstein (née le 23 juillet 1719 et morte le 7 mai 1792) de la branche de Gilgenburg
- Karl Wilhelm (1714-1800) marié avec Sophie Henriette Susanne Finck von Finckenstein (1723-1762)
- Friedrich Otto Leopold (né le 6 septembre 1717 et mort le 19 avril 1790), colonel prussien et adjudant général du roi marié avec Wilhelmine Dorothea Elisabeth von Viereck (née le 12 avril 1726 et morte le 12 août 1799), fille d'Adam Otto von Viereck
- Wilhelmine (née le 27 avril 1718)
- Friedrich August (1718)